# Katonella moschi
Katonella moschi är en insektsart som först beskrevs av Melichar 1906.  Katonella moschi ingår i släktet Katonella och familjen sköldstritar. Inga underarter finns listade i Catalogue of Life.